# Ралстон Гест, Маргарет
Маргарет Ралстон Гест (1900—1965) — американская художница.

## Биография
Маргарет Ралстон Гест родилась в 1900 году в семье судьи и светской львицы. С 1920 по 1924 год училась в Pennsylvania Museum and School of Industrial Art, с 1924 по 1928 год в Пенсильванской академии изящных искусств у Хью Брэкенриджа и с 1928 по 1929 год в L’Academie Scandinave в Париже. В 1928 году получила стипендию Cresson Traveling Fellowship. С 1927 по 1960 год регулярно выставлялась в Пенсильванской академии изящных искусств. Была членом Филадельфийской десятки, Plastic Club, North Shore Art Association, Water Color Club и Contemporary Club.
Маргарет Ралстон Гест стала известна благодаря своим акварельным и пастельным пейзажам. Она также писала стихи, занималась переводами и расширяла семейную библиотеку, собирая редкие издания.
Последние годы жизни художница провела со своей партнёршей Мириам Тралл в семейном доме, где она скончалась в 1965 году.